# اشورک
اِشوَرَک (اشوارک هم نوشته‌اند. نام‌های دیگر: گیش‌برگ، نام علمی: Rhazya stricta) درختچه‌ای با ارتفاع ۱۰۰- ۵۰ سانتی‌متری است از تیره خرزهره‌ایان که در نواحی گرم و خشک می‌روید.
اشورک از درختچه‌های بومی استان‌های سیستان و بلوچستان و هرمزگان ایران است. این گیاه در افغانستان و پاکستان و عربستان هم می‌روید.
از شیرهٔ آن در دندان‌بندی و درآوردن دندان کودکان و از میوه تازه و نرسیده آن برای رفع برق‌گرفتگی چشم و آفتاب‌زدگی بهره می‌گیرند. از جام گل آن به صورت معکوس جهت رفع تشنگی در بیابان استفاده می‌شود.